# Simon Schenk

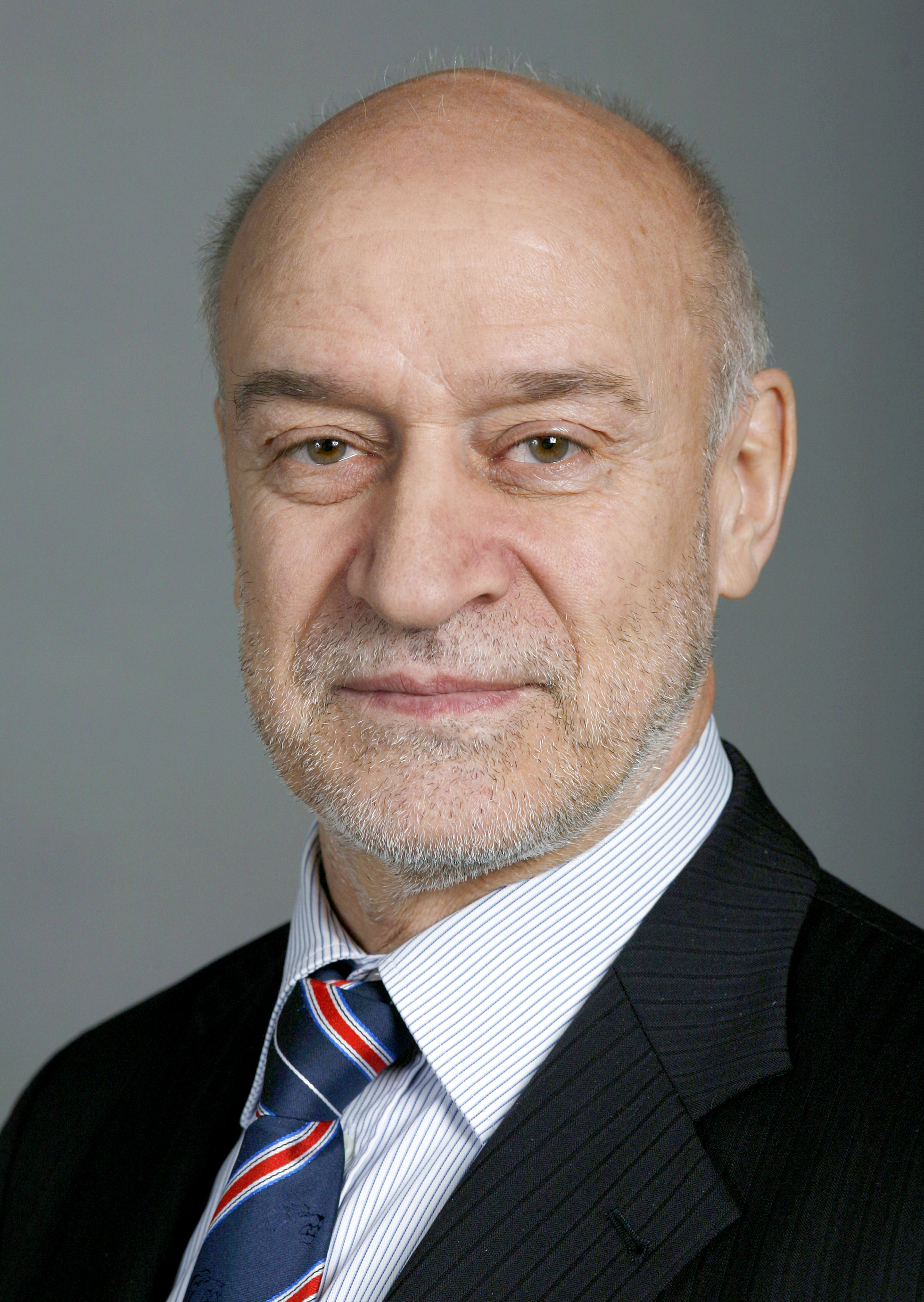
Simon Schenk (2007)

Simon Schenk (* 16. Mai 1946 in Langnau im Emmental; † 1. Mai 2020 in Bern) war ein Schweizer Politiker (SVP), Eishockeyspieler, -trainer und -funktionär.

## Politik
Vom 28. November 1994 (Wintersession) bis am 4. Dezember 2011 war Schenk als Vertreter des Kantons Bern Mitglied des Nationalrats. Dort war er Mitglied der Kommission für Wissenschaft, Bildung und Kultur (WBK) und der Kommission für Verkehr und Fernmeldewesen (KVF). Im Jahr 2018 war er kurzzeitig Mitglied im Gemeindeparlament von Münsingen, trat aber aufgrund gesundheitlicher Probleme zurück.

## Eishockey
Als Eishockeyspieler gewann er 1976 für den SC Langnau als Führungsspieler den ersten und einzigen Meistertitel in der Vereinsgeschichte. Er debütierte 1964 als 18-Jähriger und skorte bis zu seinem letzten Spiel 1980 im Schnitt in jeder zweiten NLA-Partie. Auch spielte er in der Nationalmannschaft.
Als Eishockeytrainer trainierte er als erstes den SC Langnau. Später trainierte er von 1985 bis 1990 und von 1995 bis 1997 die Schweizer Eishockeynationalmannschaft. Bis Ende Saison 2016/2017 war er zudem Sportchef der GCK Lions. Anschliessend war er als Berater bei den SCL Tigers tätig und kommentierte als Experte bei MySports.

## Privates
Schenk musste sich 2017 einer Herzoperation unterziehen, von der er sich gut erholte. Im Frühling 2020 wurde er erneut am Herzen operiert. Dabei traten Komplikationen auf, er erlitt einen Schlaganfall, an dem er im Inselspital Bern im Alter von 73 Jahren verstarb. Er war verheiratet und hatte drei Kinder.

## Auszeichnungen
- Trainer des Jahres 1990[7]
- «Special Award» für sein Lebenswerk an der Swiss Ice Hockey Awards 2017[8]